# Linux-VServer
Linux-VServer es una implementación de servidor privado virtual hecha por el agregado de capacidades de virtualización en el ámbito de Sistema Operativo y distribuida como software libre, licenciada bajo GPL.
El proyecto fue iniciado por Jacques Gélinas. Ahora es mantenido por Herbert Pötzl en Austria y no está relacionado al proyecto Linux Virtual Server, que implementa balance de carga de red.
Linux-VServer es un mecanismo de jaula en el cual se pueden usar de manera segura los recursos de un sistema informático (tales como el sistema de archivos, tiempo de la CPU, direcciones de red y memoria) en tal manera que los procesos no pueden realizar un ataque de denegación de servicio sobre algo que estuviere por fuera de su partición. 
A cada partición se le asigna un contexto de seguridad, y el sistema virtualizado dentro de aquella es el servidor privado virtual. Se proporciona un utilitario al estilo chroot para descender a los contextos de seguridad. Los contextos mismos son lo suficientemente robustos para arrancar muchas distribuciones de Linux sin modificar, incluyendo Debian y Fedora Core.
Los servidores privados virtuales se usan comúnmente en servicios de alojamiento web, donde son útiles para segregar cuentas de los clientes, agrupar recursos y contener cualquier brecha de seguridad potencial.
El Linux-Vserver no se incluye en la serie principal del núcleo. Linux-VServer 2.0, la versión estable hasta septiembre de 2005, existe como un parche para los núcleos de la serie 2.6. También se proporciona un parche para las series 2.4. 
Conceptualmente Linux-VServer es similar a los Solaris Containers (incluyendo la tecnología de aislamiento de Solaris Zones), o FreeBSD jail, u OpenVZ.

## Ventajas
- Muy rápidos y livianos, los servidores virtuales comparten la misma interfaz de llamada del sistema y no tienen ningún consumo por emulación.
- Los servidores virtuales pueden compartir un sistema de archivos común y no tienen que estar respaldados por imágenes opacas de discos.
- Los procesos dentro del servidor virtual se ejecutan como procesos regulares en el sistema anfitrión. Esto es algo más eficiente en cuanto a memoria y E/S se refiere que una emulación de un sistema completo, la cual no puede entregar memoria sin uso o compartir un caché de disco con el anfitrión.

## Desventajas
- Requiere emparchar el núcleo del anfitrión.
- Todos los servidores virtuales comparten el mismo núcleo y por lo tanto se exponen a los mismos bugs y potenciales agujeros de seguridad.
- No se incluyen capacidades de cluster o de migración de procesos, de manera que el núcleo del anfitrión y la computadora anfitrión son un único punto de falla para todos los servidores virtuales (similar a Xen y UML).
- La red no está completamente virtualizada (todavía) y los servidores virtuales son comúnmente meros aliases asignados de la misma interfaz de red. esto impide que cada servidor virtual cree su encaminamiento interno o configuración de cortafuegos propios.
- El límite de velocidad de E/S no se puede configurar por servidor virtual.
- Algunas llamadas del sistema (por ejemplo, aquellas que tratan con el reloj de tiempo real y las partes de los sistemas de archivos /proc y /sys permanecen sin implementar o sin virtualizar. Esto puede impedir que algunas distribuciones (especialmente Gentoo) arranquen apropiadamente dentro de un vserver sin modificaciones.
- No tiene soporte para IPv6.